# NGC 3799
NGC 3799 је спирална галаксија у сазвежђу Лав која се налази на NGC листи објеката дубоког неба.
Деклинација објекта је + 15° 19' 39" а ректасцензија 11h 40m 9,3s. Привидна величина (магнитуда) објекта NGC 3799 износи 13,7 а фотографска магнитуда 14,5. NGC 3799 је још познат и под ознакама UGC 6630, MCG 3-30-37, CGCG 97-47, KCPG 296A, ARP 83, VV 350, KUG 1137+156A, PGC 36193.